# Joe Walsh
Fidler Joseph «Joe» Walsh (Wichita, Kansas, 20 de noviembre de 1947) es un guitarrista, cantante y compositor estadounidense de hard rock, country rock y blues rock. Conocido por su maestría con la guitarra eléctrica, ha sido miembro de tres bandas de éxito: James Gang, Barnstorm y The Eagles. Además, ha experimentado como artista en solitario obteniendo un gran éxito.
Con James Gang compuso temas reconocidos como "Walk Away" y "Funk #49". En solitario compuso su éxito cómico "Life's Been Good" y "Rocky Mountain Way", siendo con este último tema que se utilizó por primera vez el talk box (inventado por un amigo de Joe, Bob Hulzon, para tocar el tema en vivo). Con The Eagles, ayudó a Don Henley, Glenn Frey y Don Felder con el tema "Hotel California", como guitarrista principal.

## Biografía

### Primeros años
Nacido en Wichita, Kansas, Walsh y su familia vivió en Columbus, Ohio, durante sus primeros años de vida, y posteriormente se trasladó a la ciudad de Nueva York.
Más tarde, Joe se fue a Montclair, Nueva Jersey y asistió a la Escuela Secundaria de Montclair. Allí pasó un tiempo en diferentes bandas de toda el área de Cleveland, mientras asistía a la Universidad Estatal de Kent donde formó grupos como James Gang en 1966.

### Carrera

#### 1960-1970
En 1966, James Gang, consistía en Joe Walsh (Guitarra y voz), Jim Fox (Batería), y Dale Peters (Bajo)
Walsh resultó ser la estrella de la banda, destacando por su ritmos innovadores y creativos riffs de guitarra. Lanzaron su primer álbum en 1969, "The James Gang". Se convirtió en un álbum básico de rock, en particular James Gang, Live at Carneige Hall.
El juego dinámico y creativo de Walsh que destaca en sus figuras rítmicas de guitarra a las mil maravillas pegadizas, hizo a la banda memorable.
Sus dos siguientes álbumes, James Gang Rides Again (1970), y Thirds (1971), produjeron clásicos como "Funk# 49" y "Walk Away".
En noviembre de 1971, Walsh abandonó el grupo y llamó a dos amigos suyos, Kenny Passarelli y Joe Vitale para formar el grupo Barnstorm, aunque Walsh acredita sus álbumes como artista en solitario.
Walsh y Barnstorm lanzaron su primer álbum en 1972, The Smoker You Drink, The Player You Get. El álbum fue un éxito.
El primer sencillo "Rocky Mountain Way", alcanzó # 23 de los EE. UU.. La canción fue inspirada por el traslado de Walsh a Colorado con su esposa Stephanie y la pequeña Emma Kristen. Trágicamente, Emma fue atropellada en 1974, un acontecimiento que atormenta (frecuentemente) a Walsh hasta este día. En su memoria escribió "Song From Emma" del álbum So Wath, y en su memoria colocó una fuente en un parque en el que la pequeña Emma jugaba de pequeña.
En 1974, Barnstorm se disolvió y Walsh continuó como solista. Incluso después de disuelto Barnstorm, Vitale siguió siendo colaborador y amigo de Walsh. Su colaboración más famosa está en la magnífica "Pretty Maids All Row", que apareció en el álbum Hotel California de The Eagles en 1976.
En los siguientes dos años, Walsh publicó un segundo álbum de estudio So What, y un set en directo You Can't Argue with a Sick Mind. Estos serían sus últimos discos como solista hasta 1978. En 1976 , se incorpora a The Eagles reemplazando a Bernie Leadon (Guitarra principal). Su dirección de la banda hacia un sonido más difícil de usar. En 1976 lanzaron el álbum que los lanzó al estrellato, Hotel California. Su trabajo se vio reflejado en sus varios millones de álbumes vendidos. Life in the Fast Line (con Don Henley y Glenn Frey) y "Pretty Maids All in Row" (coescrita con el exbaterista Joe Vitale de Barnstorm).
Tras permanecer con The Eagles durante un tiempo debido al éxito de Hotel California, Walsh retomó de nuevo su carrera en solitario con un álbum bien recibido, But Seriously Folks en 1978, que incluye su éxito cómico "Life's Been Good". Joe también contribuyó con "In the City" para la banda sonora de The Warriors en 1979, una canción escrita y cantada por Walsh que más tarde apareció en el álbum de The Eagles, The Long Run en 1979.

#### 1980-1990
No todo estaba bien dentro de las filas de The Eagles. El descontento de Walsh con ciertas decisiones creativas de Glen Frey y Don Henley, lo condujo a llegar a hablar de la formación de otro grupo con el bajista Randy Meisner e intentar convencer al guitarrista Don Felder cuando Meisner abandonó la idea. Finalmente Walsh decidió quedarse con The Eagles.
A pesar de todo, la discordia en la banda condujo a relaciones tensas y la hostilidad hizo que Henley llamara "Alborotador insidioso" a Walsh. La afición al alcohol y el consumo de drogas no ayudó mucho tampoco; Walsh había desarrollado un problema que debía superar y que no sería capaz de resolver hasta el principio de los años noventa, además de la cantidad de dinero que algunos miembros de la banda se metían por la nariz, que habrían sido bastante para comprar un pequeño país.
Esto alcanzó el límite cuando Felder y Frey entraron en una confrontación en un espectáculo promocional en 1980. Walsh pareció pensar que la situación supondría el final del grupo, asegurando en una entrevista en 1981 que ellos no habían roto, solamente (de forma justa) buscaban desarrollar sus carreras en solitario.
Declaró que la banda, sin duda, se reuniría otra vez para grabar. Al poco tiempo sus esperanzas se esfumaron con el anuncio oficial de la desintegración de The Eagles en 1982.
Después de The Eagles, Walsh siguió lanzando álbumes durante toda la década de los 80, There Goes the Neighborhood en 1981, You Bought It-You Name en 1983, The Confessor en 1985, y Got Any Gum en 1987, pero con unas ventas muy discretas. Quedó al margen de las tendencias musicales y mantuvo un perfil bajo hasta mediados de a década de los 90.
A finales de 1984 Walsh fue contactado por el músico australiano Paul Christie, exbajista de Mondo Rock, quien le invitó a acudir a Australia para llevar a cabo con The Party Boys, un grupo de estrellas con una flota de miembros de conocidas bandas de Rock de Australia, incluyendo al aclamado guitarrista Kevin Borich, con quien emprendió una gran amistad.
Walsh aceptó y se unió a The Party Boys a finales de 1984 - Principios de 1985. Con la gira Australiana apareció el álbum en vivo You Need Professional Help.
Permaneció en Australia durante algún tiempo, después de la gira, y durante la preparación de una corta gira por EE. UU. con Waddy Wachtel (Guitarra), Rick Rosas (bajo), y el baterista Richard Harvey.
Walsh regresó a Australia en 1989 con otra encarnación de The Party Boys y también a Nueva Zelanda, donde brevemente se unió a la banda de Nueva Zelanda Band Herbs.

En 1989, continuó el viaje como un miembro de la banda Ringo Starr and His All-Starr Band, una colección de antiguos músicos que viajaron juntos, cada uno tocando las canciones en pareja, como Nada Lofgren y Billy Preston. (Él debía viajar con la banda otra vez en 1992, esta vez unido por antiguos y futuros miembros de The Eagles: Timothy B. Schmit.
Walsh grabó en MTV en 1989 junto a Dr. John. A pesar de estos aspectos positivos, hubo una breve tentativa de reunir a The Eagles en 1990, que fracasó en gran parte debido a la desaprobación de Frey de los modos de vivir de Walsh así como Henley, y Walsh se desanimó.
Walsh se unió brevemente a New Zeland Band Herbs de Reggae para la producción de su álbum en Australia, en 1989. A pesar de que se estaba tomando un descanso en 1990, aparece como primera voz en dos temas, "Up All Night" y " It`s Alright", y el álbum incluye la primera grabación de su "Ordinary Average Guy" (Cantado por el bajista Charlie Tumahai), que posteriormente se convirtió en un éxito de Walsh en solitario.

#### 1990-2000
Hacia 1991 aún decía a entrevistadores que él no se preocupó por sus canciones más promovidas como "Ordinary Average Guy" 1991. Su alcoholismo era tan malo que alguna vez no pudo recordar las palabras a mitad de sus canciones en la apertura de conciertos de 1991 para los Doobie Brothers.
En 1992 participa en el concierto "Guitar Legends" de la exposición universal de Sevilla, EXPO 92, junto a guitarristas de la talla de Joe Satriani, Steve Vai y Brian May entre otros.
En 1993 las cosas arrancaron con buen pie, Walsh y Frey se reconciliaron y de esto surgieron los "Party of Two". Por lo tanto Walsh se reúne con The Eagles para una gira muy exitosa y para el álbum en directo Hell Freezes Over de 1994.
La reunión tenía como condición algo que a Walsh le costaría bastante: Frey exigió moderación a cada uno de los miembros. Finalmente Walsh fue capaz de dejar el vicio que le había estado perjudicando durante tantos años. (En 2005 la lucha de Walsh fue inspiración para "One Dat At a Time")
Walsh cantó en EE. UU. el himno nacional al inicio del cuarto juego de la "Serie Mundial" de 1995. En 1998, consiguió unir de nuevo a The Eagles para la candidatura del "Rock’n’Roll Hall of Fame", e ingresaron ese mismo año.

#### 2000-presente
En 2001 recibió un doctorado honorario en a universidad Kent State.
Joe Walsh ha viajado desde 1999, la liberación de los paquetes de grandes éxitos y un DVD en vivo llamado Farewell 1 (2005). En junio de 2004, Walsh interpretó en directo ante una gran multitud en el "Festival de la Guitarra en Dallas", Texas. En 2006, Walsh decidió reunirse con Fox y Peters, de James Gang, con 15 fechas para una gira de verano. La gira duró hasta el otoño del mismo año.
En 2007, Walsh junto a The Eagles lanzaron su álbum de estudio anhelado, Long Road Out Of Eden, este los llevó a una gira mundial de dos años con The Eagles que culminó el 23 de julio de 2009 en Portugal, Lisboa.
Este álbum incluyó el Walsh/DJ Souther con la canción "Last Good Time in Town", así como la versión de Walsh de a canción de Frankie Miller "Guilty of the Crime".
En 2008 apareció en la "Celebración del 60 aniversario Carvin DVD" como una celebridad. En la entrevista grabada, que elogiaba altamente a guitarras Carvin y afirmó: " El puente es igual que en los primeros modelos Les Paul. No puedo obtener una Gibson para volver a tener la misma publicación".

## Candidatura presidencial

### 1980 y 1992
Walsh se postuló para presidente de Estados Unidos en 1980 en la cima de su carrera musical como un simulacro de campaña.
Prometió hacer de Life's Been Good el nuevo himno nacional, si ganaba, y se ejecutaría en una plataforma de "Free Gas For Everyone" (Gas Gratis Para Todos). Aunque Walsh no tenía la edad suficiente para asumir el cargo, quiso sensibilizar al público respecto a las elecciones. A continuación, se volvió a presentar a vicepresidente en 1992 y no tuvo éxito.

## Notables apariciones
- Walsh ha producido discos para artistas como Dan Fogelberg y Ringo Starr.
- Hizo de músico de fondo (primera guitarra solista) en The Eagles.
- En 1982 figuró en el éxito de Don Henley "Dirty Laundry" (también destaca en las notas de "Can't Stand Still" y "Actual Miles: Henley's Greatest Hits").
- Walsh apareció, con James Gang, en la película "Zacarías", en 1971.
- Walsh tocó la guitarra en la canción "Green Monkey", que apareció en 1973 en el álbum "Hat Trick", del grupo America.
- Walsh coescribió y tocó la guitarra en la canción "Split Decisión", que apareció en 1986 en el álbum "Back in the High Life", de Steve Winwood.
- Walsh se reunió con los exbajistas de The Eagles Randy Meisner y Timothy B. Schmit para figurar en los antecedentes del éxito de Richard Marx en 1987 Don't Mean Nothing.
- Walsh actuó como un preso en la película The Blues Brothers. Es el primer recluso en obtener tablas en la canción Jailhouse Rock, al final.
- Joe era un amigo íntimo de John Belushi, quien protagonizó varias de sus películas.
- Walsh apareció como invitado en el "Howard Stern Show" el 8 de agosto de 1989, junto con Pat Cooper. Ha aparecido en numerosas ocasiones en el show de Stern, ya que se presentó con James Gang para promover su gira de verano de 2006.
- Walsh actuó junto con Laura Hall en una aparición sorpresa a Drew Carey, en la televisión, "Drew Carey Improv All-Stars", en Las Vegas.
- Walsh apareció como un artista destacado en la Expo Sevilla 92' Guitar Legends, deleitando con el tema "Funk# 49". Sobre el escenario apareció con los destacados guitarristas Nuno Bettencourt, Brian May, Joe Satriani, Steve Vai, etc.
- Walsh cantó el himno nacional de Chile, en Los Ángeles, en el campeonato de juego de béisbol en 2003.
- Walsh apareció en la serie de televisión "Duckman", como actor que encarna a un médico, en el episodio 315: "They Craved Duckman's Brian".
- Walsh también tocó una versión de "Life's Been Good" en un episodio de "Duckman".
- También actuó en el programa de televisión "Mad TV", en 1995, como un cliente en una tienda de guitarras.
- Participó en el Crossroad Guitar Festival que se celebró en 2004 en Dallas, Texas, en un concierto benéfico en el que interpretó "Funk# 49" y "Rock Mountay Way", dirigido por Eric Clapton. También participaron otros guitarristas, como Carlos Santana, Jeff Beck, Buddy Guy, Eric Johnson, Steve Vai... y otros genios de la guitarra.
- Apareció en la comedia de juegos "Street Smarts".
- Walsh apareció, el 10 de abril de 2008, en un episodio de la "MTV Rock" para mostrar una cuna como sorpresa a su hija Lucy.
- Joe también apareció en un especial de la CBS en el que la cantante Céline Dion homenajeó al cuarteto The Beatles con canciones clásicas de ellos. Walsh y Dion interpretaron la romántica "Something", escrita por el guitarrista George Harrison. Walsh en la guitarra y Dione en la voz.
- Walsh hizo en 2007 una aparición en el "Dear Mr Fantasy (Una fiesta para Jim Capaldi)", en un concierto que se celebró en Londres en la famosa Roundhouse, donde apareció junto con Steve Winwood, Jon Lord, Pete Townshend, Bill Wyman, Paul Weller y muchos otros.
- Durante 2007, Walsh apareció en algunos países en los que pone de manifiesto la estrella de rock que es junto con el músico Kenny Chesney, en su gira de verano de 2007. "Creo que no hay nadie en el mundo que no conozca 'Life's been good' o 'Rock Mountain Way' o que no las hayan escuchado en cualquier radio de rock", dijo Kenny.
- Walsh ha colaborado con Chesney en varias ocasiones, en particular la producción de la canción "Wild Ride".
- Walsh tocó el Himno Nacional de EE UU con la guitarra en el partido de Los Angeles Clippers-Los Angeles Lakers que se jugó el 5 de noviembre de 2008 en el Staples Center en Los Ángeles, California.
- Walsh tiene una licencia de radioaficionados. Su llamada es la estación de WB6ACU.
- En 2006 donó una guitarra autografiada a la ARRL para su subasta de caridad.
- Walsh ha incluido mensajes en código morse en sus álbumes en dos ocasiones: una vez en el álbum Barnstorm, y más tarde en canciones como "Diying Planet".

## Vida personal

### Esposas
Walsh ha tenido varias relaciones con mujeres. La primera fue con la cantante Stevie Nicks, de Fleetwood Mac. La segunda fue con Stephanie Walsh, con la que tuvo su primera hija, Emma, y se casaron en 1971. 

La tercera fue con Juanita Boyer, con la que se casó en 1980, con la que tuvo su segunda hija, Lucy Walsh. La cuarta, con Denise Linda Walsh, con la que se casó en 1995 y tuvo una relación de 11 años y con la que tuvo dos hijos: Alden y Emmerson, y la quinta y actual, Marjorie Bach (cuñada de Ringo Starr), con la que mantiene una relación desde 2007.

### Historia
En 1974, la hija mayor de Walsh, Emma Kristen, murió a los tres años a consecuencias de heridas sufridas en un accidente de coche, al acudir a su parvulario. Su historia inspiró la canción "Song From Emma", del álbum So What, lanzado ese mismo año. En su memoria hizo construir una fuente con una placa conmemorativa colocada en un parque en el cual ella jugaba, el parque de North Boulder Park, en Boulder, Colorado, EE UU. Debido a las tensiones, contribuiría al divorcio con su segunda esposa, Stephanie. (Walsh ya había estado casado brevemente en los años sesenta con una señora llamada Margie.)

Siguió su carrera de músico hasta la década de los 80, y Walsh viajaba con la cantante Stevie Nicks en 1984. Walsh encontró a Nicks en la fuente del parque; Nicks posteriormente inmortalizó esa historia en su canción "Has Anyone Ever Written Anything For You?" ("¿Alguien ha escrito algo de ti?"), del álbum de 1985 "Rock a Little".

Nicks, en una entrevista en 2007 con una prensa británica "The Telegraph", aseguró que Walsh había sido "el gran amor de su vida".

En la década de los 80 se casó con la modelo Juanita Boyer, el 4 de octubre de 1980, la cual le dio un hijo.

Walsh se casó por cuarta vez con Denisse Driscoll, después del álbum de The Eagles Hell Freezes Over. Tuvieron dos hijos.

Walsh se ha casado por quinta vez, el 13 de diciembre de 2008, con su esposa actual, Marjorie Bach, hermana de Barbara Bach.

Joe Walsh dispone de licencia de radioaficionado, WB6ACU.

## Discografía

### James Gang
| Fecha             | Álbum                      |
| ----------------- | -------------------------- |
| Noviembre de 1969 | Yer' Album                 |
| Octubre de 1970   | James Gang Rides Again     |
| Julio de 1971     | Thirds                     |
| Diciembre de 1971 | James Gang Live in Concert |

### Barnstorm
| Fecha              | Álbum                                    |
| ------------------ | ---------------------------------------- |
| Septiembre de 1972 | Barnstorm                                |
| Junio de 1973      | The Smoker You Drink, the Player You Get |

### The Eagles
| Fecha              | Álbum                                |
| ------------------ | ------------------------------------ |
| Diciembre de 1976  | Hotel California                     |
| Septiembre de 1979 | The Long Run                         |
| Noviembre de 1980  | Eagles Live                          |
| Noviembre de 1994  | Hell Freezes Over                    |
| Octubre de 2007    | Long Road Out of Eden                |
| Junio de 2005      | Farewell 1 Tour: Live from Melbourne |

### Álbumes en solitario
| Fecha             | Álbum                            |
| ----------------- | -------------------------------- |
| Diciembre de 1974 | So What                          |
| Marzo de 1976     | You Can't Argue with a Sick Mind |
| Mayo de 1978      | But Seriously Folks              |
| Marzo de 1981     | There Goes the Neighborhood      |
| Mayo de 1983      | You Bought It, You Name It       |
| 1985              | The Confessor                    |
| Julio de 1987     | Got Any Gum?                     |
| Enero de 1991     | Ordinary Average Guy             |
| Mayo de 1992      | Songs for a Dying Planet         |

### Recopilaciones
| Fecha              | Álbum                                             |
| ------------------ | ------------------------------------------------- |
| Noviembre de 1978  | The Best of Joe Walsh                             |
| Septiembre de 1985 | Rocky Mountain Way                                |
| Mayo de 1995       | Look What I Did!                                  |
| 1999               | Joe Walsh's Greatest Hits - Little Did He Know... |

### Álbumes con Ringo Starr
| Fecha              | Álbum                                                           |
| ------------------ | --------------------------------------------------------------- |
| Junio de 1983      | Old Wave - (Productor del álbum)                                |
| Octubre de 1990    | Ringo Starr and His All-Starr Band                              |
| Septiembre de 1993 | Ringo Starr and His All Starr Band Volume 2: Live from Montreux |
| Junio de 1998      | Vertical Man                                                    |
| Octubre de 1998    | VH1 Storytellers                                                |
| 2010               | "Y Not"                                                         |

### Apariciones en otros álbumes
| Año  | Artista         | Álbum |
| ---- | --------------- | --- |
| 1977 | Andy Gibb       | (Love Is) Thicker Than Water |
| 1973 | Manassas        | Down the Road - (Slide guitar) |
| 2006 | Frankie Miller  | Long Way Home |
| 1974 | Dan Fogelberg   | Souvenirs - (Walsh fue productor de este álbum) |
| 1979 | Phoenix         | Face the Fire - (Productor del álbum) |
| 1977 | Jay Ferguson    | Thunder Island |
| 1979 | Jay Ferguson    | Real Life Ain't This Way |
| 1981 | John Entwistle  | Too Late The Hero - (Productor del álbum) |
| 1987 | Richard Marx    | Richard Marx - (Slide guitar en "Don't Mean Nothing") |
| 1977 | Carl Palmer     | 'L.A. Nights |
| 1973 | Michael Stanley | Rosewood Bitters - (Slide guitar) |
| 1973 | Michael Stanley | Friends and Legends - (Realizó la mayor parte de canciones) |
| 1991 | Bob Seger       | The Mountain |
| 1974 | Joe Vitale      | Roller Coaster Weekend |
| 1981 | Joe Vitale      | Plantation Harbour |
| 1980 | Warren Zevon    | Bad Luck Streak in Dancing School |
| 1990 | Herbs           | Homegrown - (Walsh tocó y cantó, escribió y produjo este álbum; esto incluye las versiones originales "Up All Night", "Ordinary Average Guys" y "It's Alright") |
| 1982 | Lionel Richie   | "Lionel Richie" - ((Solo en "Wandering Stranger") |
| 2014 | Foo Fighters    | Sonic Highways - (Walsh tocó en la canción Outside) |

### Joe Walsh en voz (The Eagles)
| Año  | Canción                     | Álbum                               |
| ---- | --------------------------- | ----------------------------------- |
| 1976 | "Pretty Maids All in a Row" | Hotel California                    |
| 1979 | "In The City"               | The Long Run                        |
| 1980 | "Funk #49"                  | The Eagles Live                     |
| 1980 | "Rock Mountain Way"         | The Eagles Live                     |
| 2005 | "Walk Away"                 | Farewell 1 Tour-Live from Melbourne |
| 2005 | "One Day at a Time"         | Farewell 1 Tour-Live from Melbourne |
| 2007 | "Guilty Of The Crime"       | Long Road Out Of Eden               |
| 2007 | "Last Good Time In Town"    | Long Road Out Of Eden               |

Nota:Otras canciones del catálogo de The Eagles que fueron cantadas y escristas por Walsh, incluye "Life's Been Good" y "All Night Long", y en la carrera en solitario que se incluyeron en "The Eagles Live" son "Funk# 49" y "Walk Away" con James Gang. También "Rock Mountain Way" y "One Day at a Time" incluidos en el DVD "Farewell 1 Tour". Estas no son canciones de The Eagles, sin embargo, los nombres de estudios provinieron bajo el nombre de "The Eagles"

### Canciones con The Eagles (escritas con Joe Walsh)
| Año  | Canción                     | Escritores                                      | Álbum                 |
| ---- | --------------------------- | ----------------------------------------------- | --------------------- |
| 1976 | "Life in the Fast Lane"     | Joe Walsh, Don Henley, Glenn Frey               | Hotel California      |
| 1976 | "Pretty Maids All in a Row" | Joe Wash, Joe Vitale                            | Hotel California      |
| 1979 | "The Sad Café"              | Joe Walsh, J.D. Souther, Don Henley, Glenn Frey | The Long Run          |
| 1979 | "In The City"               | Joe Walsh, Barry De Vorzon                      | The Long Run          |
| 2007 | "Last Good Time In Town" on | Joe Walsh                                       | Long Road Out of Eden |

## Sencillos
| Año  | Título                           | Posición     | Posición  | Posición   | Álbum                                                |
| Año  | Título                           | U.S. Hot 100 | U.S. Rock | UK Singles | Álbum                                                |
| ---- | -------------------------------- | ------------ | --------- | ---------- | ---------------------------------------------------- |
| 1970 | "Funk #49" (con James Gang)      | 59           | —         | —          | James Gang Rides Again                               |
| 1971 | Walk Away (con James Gang)       | 51           | —         | —          | Thirds                                               |
| 1971 | "Midnight Man" (con James Gang)  | 80           | —         | —          | Thirds                                               |
| 1973 | "Rocky Mountain Way"             | 23           | —         | —          | The Smoker You Drink, The Player You Get             |
| 1974 | "Meadows"                        | 89           | —         | —          | The Smoker You Drink, The Player You Get             |
| 1975 | "Turn to Stone"                  | 93           | —         | —          | So What                                              |
| 1977 | "Rocky Mountain Way"             | —            | —         | 39         | Rocky Mountain Way EP                                |
| 1978 | "Life's Been Good"               | 12           | —         | 14         | But Seriously Folks...                               |
| 1980 | "All Night Long"                 | 19           | —         | —          | Urban Cowboy Soundtrack                              |
| 1981 | "A Life of Illusion"             | 34           | 1         | —          | There Goes The Neighborhood                          |
| 1983 | "Space Age Whiz Kids"            | 52           | 21        | —          | You Bought It, You Name It                           |
| 1983 | "I Can Play That Rock & Roll"    | —            | 13        | —          | You Bought It, You Name It                           |
| 1985 | "The Confessor"                  | —            | 8         | —          | The Confessor                                        |
| 1987 | "The Radio Song"                 | —            | 8         | —          | Got Any Gum?                                         |
| 1987 | "In My Car"                      | —            | 14        | —          | Got Any Gum?                                         |
| 1991 | "Ordinary Average Guy"           | —            | 3         | —          | Ordinary Average Guy                                 |
| 1991 | "All of a Sudden"                | —            | 13        | —          | Ordinary Average Guy                                 |
| 1992 | "Vote for Me"                    | —            | 10        | —          | Songs for a Dying Planet                             |
| 2007 | "Wild Ride" (con Kenny Chesney)A | —            | —         | —          | Just Who I Am: Poets & Pirates (Kenny Chesney album) |